# Liste de chefs-lieux situés en dehors des territoires qu'ils administrent

Carte des trois régions de Belgique. Les institutions de la Région flamande (en doré) sont situées à l'intérieur de la Région de Bruxelles-Capitale (en bleu). Celle-ci n'est cependant pas concernée par ces institutions, possédant ses propres gouvernement et parlement.

Cet article recense les sièges administratifs de territoires qui ne font pas partie de ceux-ci.
Si les institutions et l'administration d'une entité territoriale (mairie, cours de justice, siège du gouvernement, etc.) sont la plupart du temps situées à l'intérieur de ses limites, il arrive que, pour des raisons diverses, elles résident à l'extérieur. Ces institutions n'ont alors pas juridiction sur le territoire où elles sont situées.
Cet article ne mentionne que les cas où, malgré la séparation, l'administration exerce effectivement le pouvoir sur le territoire. Pour le cas où l'administration a dû quitter le territoire parce qu'elle en a perdu le contrôle, voir gouvernement en exil.

## Liste

### Actuellement

#### Afrique
- La Réunion : Saint-Pierre où sont administrées les TAAF

#### Amérique
- Colombie : Bogota, capitale du département de Cundinamarca, mais constituant son propre district capital.
- États-Unis :
  - King Salmon, Alaska, siège du gouvernement du borough de Lake and Peninsula, située dans le borough de Bristol Bay.
  - L'État de Virginie possède des lois spécifiques concernant les villes indépendantes, où une ville ne fait pas partie du comté qui l'entoure. Par conséquent, plusieurs palais de justice et sièges de gouvernement de comté sont situés en dehors de ces comtés. C'est le cas des comtés d'Albemarle, Alleghany, Augusta, Bedford, Frederick, Greensville, Prince William, Rockbridge et Rockingham. Les sièges des gouvernements des comtés de Roanoke, James City et Henrico sont situés à l'intérieur de leurs limites, mais leurs palais de justice historiques sont situés dans les villes indépendantes de Salem, Williamsburg et Richmond, respectivement. Dans le comté de Fairfax, le palais de justice est situé dans une enclave de la ville de Fairfax mais il ne fait pas partie de celle-ci.

#### Asie
- Chine : Central, quartier de Hong Kong, où se situent le siège et le conseil de l'Islands District, est situé dans le district de Central and Western.
- Corée du Sud : Daegu, capitale de la province du Gyeongsang du Nord, elle-même une ville métropolitaine (en).
- Inde : Chandigarh, capitale conjointe des États du Pendjab et de l'Haryana, elle-même territoire à part entière.
- Japon : Kagoshima, héberge les bureaux municipaux des villages insulaires de Mishima et Toshima.
- Kirghizistan : Bichkek, capitale de la province de Tchouï qui l'entoure, bien qu'elle n'en fasse pas partie, étant une unité territoriale distincte.
- Ouzbékistan : Tachkent, capitale de la province de Tachkent, elle-même ville indépendante.
- Philippines : plusieurs provinces possèdent leur capitale à l'extérieur de leurs limites quand celle-ci est classée comme fortement urbanisée ; légalement, ces villes ne font partie d'aucune province, bien qu'elles puissent y être fortement liées et ont pu par le passé appartenir à la province qui les entoure.

#### Europe
- Belgique : Bruxelles, capitale de la Région flamande, est située dans la région de Bruxelles-Capitale.
- Biélorussie : Minsk, centre administratif du voblast de Minsk, elle-même ville avec un statut spécial de capitale.
- Bulgarie : Sofia, capitale de l'oblast de Sofia, elle-même unité administrative à part entière.
- France :
  - Lyon, chef-lieu du département du Rhône, fait partie de la Métropole de Lyon, distincte du département susdit ;
  - les mairies de plusieurs communes françaises sont situées hors du territoire de celles-ci :
    - Château-Chinon (Campagne) (mairie à Château-Chinon (Ville), en face de la mairie de cette dernière) ;
    - Le Malzieu-Forain (Le Malzieu-Ville) ;
    - Le Plessis-Patte-d'Oie (Berlancourt) ;
    - Pourcharesses (Villefort) ;
    - Rouvres-sous-Meilly (Meilly-sur-Rouvres, dans le même bâtiment que la mairie de cette dernière) ;
    - Taillepied (Saint-Sauveur-le-Vicomte);
    - Turquestein-Blancrupt (Saint-Quirin).
- Hongrie : Budapest, capitale du comitat de Pest et de la région de Hongrie centrale, possède un statut distinct du comitat de Pest (mais fait partie de la Hongrie centrale).
- Norvège : Oslo, chef-lieu du comté d'Akershus, elle-même comté distinct.
- Roumanie : Bucarest, localisation de la plupart des institutions du județ d'Ilfov, forme une municipalité à statut spécial.
- Royaume-Uni :
  - Aberdeen, siège historique de l'Aberdeenshire, forme un gouvernement local distinct. Le siège de l'Aberdeenshire reste situé dans la ville d'Aberdeen ;
  - Kingston upon Thames, siège du comté de Surrey (comté), fait partie du Grand Londres.
- Russie :
  - Moscou, capitale de l'oblast de Moscou, elle-même ville fédérale ;
  - Saint-Pétersbourg, capitale de l'oblast de Léningrad, elle-même ville fédérale.
- Tchéquie : Prague, chef-lieu de la région de Bohême centrale, forme une région métropolitaine séparée[1],[2].
- Ukraine : Kiev, centre administratif de l'oblast de Kiev, elle-même ville à statut spécial.

#### Océanie
- Îles Mariannes du Nord : Saipan, siège de la municipalité des îles du Nord (en), forme une municipalité distincte. La municipalité des îles du Nord est essentiellement inhabitée, la plupart des habitants ayant été évacués à cause de l'activité volcanique.
- Papouasie-Nouvelle-Guinée : Port Moresby, capitale de la province centrale qui entoure la ville, forme en elle-même un district capital.
- Polynésie française : Papeete, siège du haut-commissaire délégué à l'administration de Clipperton : île inhabitée sous le contrôle direct de l'État français.
- Salomon : Honiara, capitale de la province de Guadalcanal, constitue un territoire distinct.

### Historiquement

#### Afrique
- Afrique du Sud : Mahikeng, centre administratif du protectorat britannique du Bechuanaland (actuel Botswana).
- Sénégal : Saint-Louis, capitale administrative de la colonie française de Mauritanie entre 1902 et 1960.

#### Amérique
- Canada : Ottawa, siège du 2e conseil des Territoires du Nord-Ouest de 1905 à 1951.
- États-Unis : Marshall (Texas), capitale du gouvernement confédéré du Missouri pendant la guerre de Sécession.

#### Asie
- Corée du Sud :
  - Busan, capitale de la province de Gyeongsang du Sud, elle-même ville métropolitaine (de 1963 à 1983, remplacée par Changwon).
  - Daejeon, capitale de la province Chungcheong du Sud et ville métropolitaine (de 1989 à 2012, remplacée par le district de Hongseong).
  - Gwangju, capitale de la province de Jeolla du Sud et ville métropolitaine (de 1986 à 2005, remplacée par Namak).
  - Séoul, capitale de la province de Gyeonggi et ville métropolitaine (de 1946 à 1967, remplacée par Suwon).
- Philippines : Pasig, ancienne capitale de Rizal et ville fortement urbanisée. Pasig fut inclus dans le Grand Manille en 1975, la situant en dehors des limites de Rizal. Rizal a déplacé depuis son gouvernement à Antipolo.
- République de Chine :
  - Canton, capitale du Kwangtung.
  - Mukden, capitale du Fengtien.
  - Xi'an, capitale du of Shaanxi.
  - Xindian, capitale de la province du Fujian entre 1956 et 1992, elle-même située dans la province de Taïwan.

#### Europe
- Autriche : Vienne, capitale de la Basse-Autriche et État fédéral à part entière (jusqu'en 1986, remplacée par Sankt Pölten)
- France :
  - Metz, chef-lieu de l'arrondissement de Metz-Campagne, forme l'arrondissement de Metz-Ville.
  - Strasbourg, chef-lieu de l'arrondissement de Strasbourg-Campagne, forme l'arrondissement de Strasbourg-Ville.
  - Thionville, chef-lieu de l'arrondissement de Thionville-Ouest, forme l'arrondissement de Thionville-Est.
  - les mairies de ces communes françaises étaient situées hors du territoire de celles-ci :
    - Demi-Quartier, jusqu'en 2021 (la mairie était auparavant située à Megève) ;
    - Saint-Hymetière, jusqu'en 2019 (Chemilla, dans le même bâtiment que la mairie de cette dernière) ;
- Norvège : Tønsberg, siège administratif de Sem. En 1988, Sem est incorporée à Tønsberg.
- Suède : Stockholm, capitale du comté de Stockholm jusqu'en 1967.

#### Océanie
- Australie : Canberra, siège du gouvernement du Territoire de Papouasie